# Campionato mondiale maschile di pallamano 1958
Il campionato mondiale maschile di pallamano 1958 è stata la terza edizione del campionato mondiale di pallamano per squadre nazionali maggiori maschili e si è svolto dal 27 febbraio all'8 marzo 1958 in Germania Est.

Al torneo parteciparono 16 squadre nazionali, tutte provenienti dall'Europa tranne una, il Brasile, che fu la prima squadra non europea a disputare un campionato del mondo di pallamano. La vittoria finale è andata per la seconda volta consecutiva alla Svezia; non furono previsti incontri di qualificazione.

## Formula
Durante la prima fase vennero disputati quattro gruppi da quattro squadre ciascuno con la formula del girone all'italiana di sola andata; al termine le prime due classificate di ciascun gruppo si qualificarono alla seconda fase.

Le otto squadre qualificate alla seconda fase a loro volta suddivise in due gironi da quattro squadre ciascuno disputato sempre con la formula del girone all'italiana di sola andata e mantenendo i risultati della prima fase; al termine le prime classificate di ciascun gruppo disputarono la finale per l'assegnazione del titolo di campione del Mondo.

## Squadre partecipanti
| Pr. | Squadra        | Data di qualificazione certa | Confed. | Partecipante in quanto | Ultima presenza |
| --- | -------------- | ---------------------------- | ------- | ---------------------- | --------------- |
| 1   | Germania       | ?                            | IHF     | Nazione organizzatrice | Svezia 1954     |
| 2   | Austria        | ?                            | IHF     | Qualificata            | Germania 1938   |
| 3   | Brasile        | ?                            | IHF     | Qualificata            | Esordiente      |
| 4   | Cecoslovacchia | ?                            | IHF     | Qualificata            | Svezia 1954     |
| 5   | Danimarca      | ?                            | IHF     | Qualificata            | Svezia 1954     |
| 6   | Finlandia      | ?                            | IHF     | Qualificata            | Esordiente      |
| 7   | Francia        | ?                            | IHF     | Qualificata            | Svezia 1954     |
| 8   | Islanda        | ?                            | IHF     | Qualificata            | Esordiente      |
| 9   | Lussemburgo    | ?                            | IHF     | Qualificata            | Esordiente      |
| 10  | Norvegia       | ?                            | IHF     | Qualificata            | Esordiente      |
| 11  | Polonia        | ?                            | IHF     | Qualificata            | Esordiente      |
| 12  | Romania        | ?                            | IHF     | Qualificata            | Esordiente      |
| 13  | Spagna         | ?                            | IHF     | Qualificata            | Esordiente      |
| 14  | Svezia         | ?                            | IHF     | Campione del Mondo     | Svezia 1954     |
| 15  | Ungheria       | ?                            | IHF     | Qualificata            | Esordiente      |
| 16  | Jugoslavia     | ?                            | IHF     | Qualificata            | Esordiente      |

## Prima fase

### Girone A
| Squadra 1 | Squadra 2 | Risultato                |
| --------- | --------- | ------------------------ |
| Svezia    | Spagna    | Erfurt, 27 febbraio 1958 |
| Svezia    | Spagna    | 31 - 11                  |
| Polonia   | Finlandia | Erfurt, 27 febbraio 1958 |
| Polonia   | Finlandia | 14 - 14                  |
| Svezia    | Polonia   | Erfurt, 1º marzo 1958    |
| Svezia    | Polonia   | 19 - 14                  |
| Spagna    | Finlandia | Erfurt, 1º marzo 1958    |
| Spagna    | Finlandia | 19 - 16                  |
| Svezia    | Finlandia | Erfurt, 2 marzo 1958     |
| Svezia    | Finlandia | 27 - 16                  |
| Polonia   | Spagna    | Erfurt, 2 marzo 1958     |
| Polonia   | Spagna    | 25 - 11                  |

| Pos. | Squadra   | Pt | G | V | N | P | GF | GS | DR  |
| ---- | --------- | -- | - | - | - | - | -- | -- | --- |
| 1.   | Svezia    | 6  | 3 | 3 | 0 | 0 | 77 | 41 | +36 |
| 2.   | Polonia   | 3  | 3 | 1 | 1 | 1 | 53 | 44 | +9  |
| 3.   | Spagna    | 2  | 3 | 1 | 0 | 2 | 41 | 72 | -31 |
| 4.   | Finlandia | 1  | 3 | 0 | 1 | 2 | 46 | 60 | -14 |

### Girone B
| Squadra 1 | Squadra 2   | Risultato                     |
| --------- | ----------- | ----------------------------- |
| Germania  | Lussemburgo | Berlino Est, 27 febbraio 1958 |
| Germania  | Lussemburgo | 46 - 4                        |
| Norvegia  | Francia     | Berlino Est, 27 febbraio 1958 |
| Norvegia  | Francia     | 17 - 13                       |
| Germania  | Francia     | Berlino Est, 1º marzo 1958    |
| Germania  | Francia     | 32 - 12                       |
| Norvegia  | Lussemburgo | Berlino Est, 1º marzo 1958    |
| Norvegia  | Lussemburgo | 41 - 8                        |
| Germania  | Norvegia    | Berlino Est, 2 marzo 1958     |
| Germania  | Norvegia    | 19 - 9                        |
| Francia   | Lussemburgo | Berlino Est, 2 marzo 1958     |
| Francia   | Lussemburgo | 41 - 8                        |

| Pos. | Squadra     | Pt | G | V | N | P | GF | GS  | DR   |
| ---- | ----------- | -- | - | - | - | - | -- | --- | ---- |
| 1.   | Germania    | 6  | 3 | 3 | 0 | 0 | 97 | 25  | +72  |
| 2.   | Norvegia    | 4  | 3 | 2 | 0 | 1 | 67 | 40  | +27  |
| 3.   | Francia     | 2  | 3 | 1 | 0 | 2 | 66 | 57  | +9   |
| 4.   | Lussemburgo | 0  | 3 | 0 | 0 | 3 | 20 | 128 | -108 |

### Girone C
| Squadra 1      | Squadra 2 | Risultato                    |
| -------------- | --------- | ---------------------------- |
| Cecoslovacchia | Islanda   | Magdeburgo, 27 febbraio 1958 |
| Cecoslovacchia | Islanda   | 27 - 17                      |
| Ungheria       | Romania   | Magdeburgo, 27 febbraio 1958 |
| Ungheria       | Romania   | 16 - 16                      |
| Cecoslovacchia | Ungheria  | Magdeburgo, 1º marzo 1958    |
| Cecoslovacchia | Ungheria  | 26 - 11                      |
| Islanda        | Romania   | Magdeburgo, 1º marzo 1958    |
| Islanda        | Romania   | 13 - 11                      |
| Cecoslovacchia | Romania   | Magdeburgo, 2 marzo 1958     |
| Cecoslovacchia | Romania   | 21 - 13                      |
| Ungheria       | Islanda   | Magdeburgo, 2 marzo 1958     |
| Ungheria       | Islanda   | 19 - 16                      |

| Pos. | Squadra        | Pt | G | V | N | P | GF | GS | DR  |
| ---- | -------------- | -- | - | - | - | - | -- | -- | --- |
| 1.   | Cecoslovacchia | 6  | 3 | 3 | 0 | 0 | 74 | 41 | +33 |
| 2.   | Ungheria       | 3  | 3 | 1 | 1 | 1 | 46 | 58 | -12 |
| 3.   | Islanda        | 2  | 3 | 1 | 0 | 2 | 46 | 57 | -11 |
| 4.   | Romania        | 1  | 3 | 0 | 1 | 2 | 40 | 50 | -10 |

### Girone D
| Squadra 1  | Squadra 2  | Risultato                 |
| ---------- | ---------- | ------------------------- |
| Danimarca  | Brasile    | Rostock, 27 febbraio 1958 |
| Danimarca  | Brasile    | 32 - 12                   |
| Jugoslavia | Austria    | Rostock, 27 febbraio 1958 |
| Jugoslavia | Austria    | 35 - 8                    |
| Danimarca  | Jugoslavia | Rostock, 1º marzo 1958    |
| Danimarca  | Jugoslavia | 20 - 12                   |
| Austria    | Brasile    | Rostock, 1º marzo 1958    |
| Austria    | Brasile    | 24 - 12                   |
| Danimarca  | Austria    | Rostock, 2 marzo 1958     |
| Danimarca  | Austria    | 22 - 18                   |
| Jugoslavia | Brasile    | Rostock, 2 marzo 1958     |
| Jugoslavia | Brasile    | 22 - 9                    |

| Pos. | Squadra    | Pt | G | V | N | P | GF | GS | DR  |
| ---- | ---------- | -- | - | - | - | - | -- | -- | --- |
| 1.   | Danimarca  | 6  | 3 | 3 | 0 | 0 | 74 | 42 | +32 |
| 2.   | Jugoslavia | 4  | 3 | 2 | 0 | 1 | 69 | 37 | +32 |
| 3.   | Austria    | 2  | 3 | 1 | 0 | 2 | 50 | 69 | -19 |
| 4.   | Brasile    | 0  | 3 | 0 | 0 | 3 | 33 | 78 | -45 |

## Seconda fase

### Girone E
| Squadra 1      | Squadra 2 | Risultato                 |
| -------------- | --------- | ------------------------- |
| Cecoslovacchia | Norvegia  | Berlino Est, 4 marzo 1958 |
| Cecoslovacchia | Norvegia  | 21 - 10                   |
| Germania       | Ungheria  | Berlino Est, 4 marzo 1958 |
| Germania       | Ungheria  | 22 - 15                   |
| Cecoslovacchia | Germania  | Berlino Est, 6 marzo 1958 |
| Cecoslovacchia | Germania  | 17 - 14                   |
| Norvegia       | Ungheria  | Berlino Est, 6 marzo 1958 |
| Norvegia       | Ungheria  | 23 - 21                   |

| Pos. | Squadra        | Pt | G | V | N | P | GF | GS | DR  |
| ---- | -------------- | -- | - | - | - | - | -- | -- | --- |
| 1.   | Cecoslovacchia | 6  | 3 | 3 | 0 | 0 | 64 | 35 | +29 |
| 2.   | Germania       | 4  | 3 | 2 | 0 | 1 | 55 | 41 | +14 |
| 3.   | Norvegia       | 2  | 3 | 1 | 0 | 2 | 42 | 61 | -19 |
| 4.   | Ungheria       | 0  | 3 | 0 | 0 | 3 | 47 | 71 | -24 |

### Girone F
| Squadra 1 | Squadra 2  | Risultato            |
| --------- | ---------- | -------------------- |
| Danimarca | Polonia    | Lipsia, 4 marzo 1958 |
| Danimarca | Polonia    | 22 - 15              |
| Svezia    | Jugoslavia | Lipsia, 4 marzo 1958 |
| Svezia    | Jugoslavia | 26 - 9               |
| Svezia    | Danimarca  | Lipsia, 6 marzo 1958 |
| Svezia    | Danimarca  | 13 - 12              |
| Polonia   | Jugoslavia | Lipsia, 6 marzo 1958 |
| Polonia   | Jugoslavia | 9 - 7                |

| Pos. | Squadra    | Pt | G | V | N | P | GF | GS | DR  |
| ---- | ---------- | -- | - | - | - | - | -- | -- | --- |
| 1.   | Svezia     | 6  | 3 | 3 | 0 | 0 | 58 | 35 | +23 |
| 2.   | Danimarca  | 4  | 3 | 2 | 0 | 1 | 54 | 40 | +14 |
| 3.   | Polonia    | 2  | 3 | 1 | 0 | 2 | 38 | 48 | -10 |
| 4.   | Jugoslavia | 0  | 3 | 0 | 0 | 3 | 28 | 55 | -27 |

## Finale 7º/8º posto
| Squadra 1 | Squadra 2  | Risultato                 |
| --------- | ---------- | ------------------------- |
| Ungheria  | Jugoslavia | Berlino Est, 7 marzo 1958 |
| Ungheria  | Jugoslavia | 24 - 16                   |

## Finale 5º/6º posto
| Squadra 1 | Squadra 2 | Risultato                 |
| --------- | --------- | ------------------------- |
| Polonia   | Norvegia  | Berlino Est, 7 marzo 1958 |
| Polonia   | Norvegia  | 20 - 18                   |

## Finale 3º/4º posto
| Squadra 1 | Squadra 2 | Risultato                 |
| --------- | --------- | ------------------------- |
| Germania  | Danimarca | Berlino Est, 8 marzo 1958 |
| Germania  | Danimarca | 16 - 13                   |

## Finale 1º/2º posto
| Squadra 1 | Squadra 2      | Risultato                 |
| --------- | -------------- | ------------------------- |
| Svezia    | Cecoslovacchia | Berlino Est, 8 marzo 1958 |
| Svezia    | Cecoslovacchia | 22 - 12                   |

## Classifica finale
| Classifica | Squadre        |
| ---------- | -------------- |
| 1          | Svezia         |
| 2          | Cecoslovacchia |
| 3          | Germania       |
| 4          | Danimarca      |
| 5          | Polonia        |
| 6          | Norvegia       |
| 7          | Ungheria       |
| 8          | Jugoslavia     |
| 9          | Francia        |
| 10         | Islanda        |
| 11         | Austria        |
| 12         | Spagna         |
| 13         | Romania        |
| 14         | Finlandia      |
| 15         | Brasile        |
| 16         | Lussemburgo    |